# Åke Andersson (fotbollsspelare)
Åke Magnus "Carnera" Andersson, född 22 april 1917 i Göteborg, död 20 juli 1983 i Göteborg, var en svensk fotbollsspelare. Andersson spelade för de allsvenska klubbarna Gais och AIK och spelade även i det svenska landslaget under några år. I det civila jobbade han som målare, servitör och vaktmästare. Hans bror Folke spelade fyra ligamatcher för Gais.

## Klubbkarriär
Andersson började som ung spela i kvartersklubbarna King i Gårda och BK Forward i Olskroken innan han gick till Elisedals IS och vidare till Gais 1935. Redan som nittonåring blev han ordinarie i klubben, men då Gais blev nedflyttade efter säsongen 1937/38 spelade han endast några få matcher i Division 2 innan flyttlasset gick till AIK i högsta divisionen. Den 26 juli 1939 ligadebuterade han i sin nya klubb och han kom att under de följande sju säsongerna spela en viktig roll för AIK, spelandes som höger- eller vänsterytter. 1946 lämnade han så AIK och spelade under en tid i Rålambshovs IF. Totalt spelade Andersson 165 matcher i högsta divisionen och gjorde sammanlagt 33 mål.

## Landslagskarriär
Under åren 1937 till 1941 spelade han i det svenska landslaget vid 12 tillfällen. Han var uttagen i truppen till fotbolls-VM i Frankrike 1938, men spelade endast i bronsmatchen mot Brasilien.